# Dataiku
Dataiku（データイク）は、2013年に設立された人工知能（AI）および機械学習ツールを提供しているソフトウェア企業。2019年12月、Dataikuは、 Alphabet Inc.が出身するレイトステージのベンチャーキャピタルファンドであるCapitalGが投資企業として加わり、ユニコーン企業になったことを発表。現在、Dataikuの評価額は46億ドルとされており、ニューヨーク、パリ、ロンドン、アムステルダム、フランクフルト、シドニー、シンガポール、デンバー、ワシントンDC、ロサンゼルス、東京、ドバイに拠点があり、全世界で1000人以上の従業員を擁している。

## 沿革
Dataikuは2013年にFlorian Douetteau、ClémentStenac、Thomas Cabrol、Marc Battyの4人よって創業され、2015年には米国ニューヨークにHQを設立。
2018年12月、DataikuはICONIQ Capitalが主導する1億100万ドルのシリーズC資金調達ラウンドを発表。2019年9月には世界のプライベートクラウド企業のトップ100社のランキングである『Forbes Cloud 100』に選出。
2019年12月、Dataiku 6をリリースした翌日、 Alphabet Inc.が出資するレイトステージのベンチャーキャピタルファンドであるCapitalGが投資企業として加わり、評価額が14億ドルとされユニコーン企業になったことを発表。
2020年8月、Dataikuは、StripesとTiger GlobalManagementが主導する1億ドルのシリーズDの追加資金調達ラウンドを発表。同社は新たな評価額を公表しなかったものの、「引き続きユニコーン企業である」と述べた。
2021年8月、DataikuはTiger Global Managementによる4億ドルの追加調達シリーズEを発表し、評価額は46億ドルに達したことを発表。
2022年12月、Dataikuは新規投資家Wellington Managementが主導する2億ドルのシリーズFを発表。

## 製品
ソフトウェアDataiku Data Science Studio（DSS）は2014年に発表され、ビジネスアプリケーションを構築するための予測モデリングをサポートしている。Dataikuの後続バージョンには、他の機能も含まれている。
Dataikuは、無償版とマルチユーザーコラボレーションやリアルタイムスコアリングなどの機能を追加したエンタープライズ版を提供している。
2021年6月、DataikuはDataikuの新しいマネージドバージョンであるDataiku Cloudをリリース。高成長の新興企業などの中小企業をターゲットとする。

## 資金調達
2015年1月、Dataikuは、フランスのテクノロジー系ベンチャーキャピタルファンドであるSerena CapitalとAlven Capitalから360万ドルを調達。
続いて、2016年10月にニューヨークのベンチャーキャピタルであるFirstMark Capitalから1,400万ドルを調達。
2017年9月、Battery Venturesをはじめとする投資企業からシリーズBラウンドで2,800万ドルを調達。
2018年12月、データサイエンスプラットフォームのために1億100万ドルを調達。投資には、Iconiq Capital、Alven Capital、Battery Ventures、Dawn Capital、FirstMark Capitalが参加。
2019年12月、CapitalGは、Dataikuを14億ドルと評価するセカンダリーラウンドで、Serena Capitalが以前所有していた株式の一部を購入した。
2020年8月、Stripesが主導し、Tiger Global Managementが大規模な投資で参加し、既存の投資家であるBattery Ventures、CapitalG、Dawn Capital、FirstMark Capital、およびICONIQが参加するシリーズDの資金調達ラウンドで1億ドルを調達。
2021年8月、DataikuはTiger Global ManagementによるシリーズEでさらに4億ドルの調達を発表。評価額が46億ドルとなる。
2022年12月、Dataikuは新規投資家Wellington Managementが主導する2億ドルのシリーズFを発表。